# Osservatorio di Kottamia
L'Osservatorio di Kottamia è un osservatorio astronomico dell'Egitto. Si trova vicino al villaggio di Kottamia, a 80 km a est del Cairo, ad un'altitudine di circa 480 metri sul livello del mare e beneficia per le sue osservazioni di almeno 200 notti serene l'anno. L'osservatorio è gestito dal National Research Institute of Astronomy and Geophysics (NRIAG).

## Storia
A causa dell'aumento dell'inquinamento luminoso proveniente dal Cairo e dall'interno della stessa città di Helwan, dove si trovava il primo moderno osservatorio dell'Egitto, il governo egiziano decise nel 1948 di creare un nuovo osservatorio nel villaggio di Kottamia. Nel 1962 fu costruito il nuovo osservatorio e nel 1963 vi fu installato un riflettore da circa 1,9 m (il più grande telescopio del Nord Africa e del Medio Oriente), che ricevette la prima luce nel 1964. L'osservatorio è famoso per aver partecipato alla ricerca dei siti di sbarco umano sulla Luna alla fine degli anni sessanta. Il NRIAG ha avviato piani per l'aggiornamento della strumentazione.

## Strumentazione
Due telescopi sono installati su questo sito.
Il primo, costruito dalla ditta britannica Grubb Parsons, ha uno specchio con un diametro di 188 cm, contenuto in un tubo lungo 9 metri. Il telescopio è installato in una cupola di 19 metri di diametro, che pesa più di 100 tonnellate. La cupola protegge il telescopio dalla sabbia e dal calore in modo che la temperatura non superi i 3 °C nelle giornate molto calde.
Il secondo telescopio, marca Celestron, è più piccolo e ha uno specchio con un diametro di 35 cm.